# المنسونيلة
المنسونيلة (بالإنجليزية: Mansonella)‏ هو جنس من الطفيليات الديدان الأسطوانية. تنتقل هذه الطفيليات عادةً عن طريق عض البراغيث مع اٍمكانية اٍنتقال 'منسونيلة أوزاردي' عن طريق الذبابة السوداء

## وصلات خارجية
- موقع حول المنسونيلة بالاٍنجليزية